# Isotemnidae
De Isotemnidae zijn een familie van uitgestorven zoogdieren uit het Vroeg-Eoceen.
Deze vroege familie van herbivoren vertegenwoordigt de primitiefste familie uit de onderorde Toxodonta.

## Kenmerken
Deze dieren hadden een vrij groot hoofd in verhouding tot het lichaam. De kaken had waren bezet met 44 tanden met lagere kronen. De ledematen waren sterk en relatief kort en vergelijkbaar met die van de eerste hoefdieren.

## Vondsten
Fossielen van deze dieren werden gevonden in Argentinië.

## Geslachten
- † Anisotemnus Ameghino, 1902
- † Calodontotherium Roth, 1903
- † Coelostylodon Simpson, 1970
- † Distylophorus Ameghino, 1902
- † Isotemnus Ameghino, 1897
- † Periphragus Roth, 1899
- † Pleurocoelodon Ameghino, 1894
- † Pleurostylodon Ameghino, 1897
- † Plexotemnus Ameghino, 1904
- † Prostylops Ameghino, 1897
- † Rhyphodon Roth, 1899
- † Thomashuxleya Ameghino, 1901
- † Trimerostephanos Ameghino, 1895